# El Farruco
El Farruco oder Farruco, eigentlich Antonio Montoya Flores (* 18. April 1936 in Pozuelo de Alarcón bei Madrid; † 17. Dezember 1997 in Sevilla), war ein bedeutender Flamencotänzer des 20. Jahrhunderts, Führer des Farruco-Clans und damals unbestrittene Autorität der Gitanos Sevillas. Als Familienoberhaupt und Tänzerlegende wurde er nach seinem Tod durch seinen Enkel Farruquito abgelöst, nachdem dessen Vater, Farrucos Schwiegersohn, der Sänger El Moreno, kurze Zeit später ebenfalls verstorben war. 

## Leben
(El) Farruco übernahm seinen Künstlernamen von seiner Mutter, der meisterhaften Tänzerin (La) Farruca. Er begann seine Karriere in der Gruppe von Lola Flores und Manolo Caracol. Mit dem Ballet Español von Pilar López ging im Jahr 1955 auf eine Welttournee, durch die er auch außerhalb Spaniens berühmt wurde. 1960 gründete er gemeinsam mit Matilde Coral und Rafael El Negro die Gruppe Los Bolecos, die bis 1973 Bestand hatte. Er trat in verschiedenen Tablaos in Sevilla und Madrid auf, bis im März 1974 seine Karriere unterbrochen wurde durch den nach einem Autounfall erfolgten Tod seines achtzehnjährigen Sohnes Juan Antonio (genannt „Farruquito“), der als aussichtsreicher Nachfolger galt.
Es folgte der Rückzug von der Öffentlichkeit, bis er vier Jahre später mit seinen Töchtern Las Farrucas in Sevilla auf die Bühne zurückkehrte. Dem Vater von fünf Töchtern, die er als „echter Gitano“ stolz alle „mit Zigeunern“ verheiraten konnte, gelang das Comeback, und er feierte 1982 und 1984 einen großen Erfolg bei der III. Bienal del Arte Flamenco in Sevilla.
1986 feierte er mit Flamenco Puro einen Welterfolg auf dem Broadway in New York. Gemeinsam mit ihm standen El Güito, Manuela Carrasco, Fernanda und Bernarda de Utrera, El Chocolate, Adela la Chaqueta sowie die Gitarristen Juan und Pepe Habichuela auf der Bühne. Mit dem Stück tourte er anschließend nach Miami und San Antonio. Später, 1995 gab er damit ein Gastspiel im Théâtre Trianon in Paris und ging auf Tournee nach Korsika, Dänemark, die Schweiz und Österreich.
Weitere bedeutende Auftritte hatte er 1985 und 1990 beim Festival del Cante de las Minas in La Unión, 1990 beim Festival Flamenco in Barcelona sowie 1997 im Teatro de la Villa in Madrid und in der Arriaga in Bilbao. 1991 wurde er mit dem Compás del Cante ausgezeichnet.
El Farruco widmete sich nach dem Tod seines Sohnes ganz der tänzerischen Ausbildung seines 1982 geborenen Enkels Juan Manuel Hernández Montoya, genannt Farruquito, den er als Achtjährigen bereits der Öffentlichkeit präsentierte, und soll gesagt haben „Was Gott mir nahm, gab er mir zurück.“

## Deutschsprachige Literatur
- Kersten Knipp: Flamenco. Suhrkamp, Frankfurt am Main 2006, ISBN 3-518-45824-8, S. 198–200.